# Drievoudig verkleinde romboëdrisch icosidodecaëder
Een drievoudig verkleinde romboëdrisch icosidodecaëder is in de meetkunde het johnson-lichaam J83. Deze ruimtelijke figuur kan worden geconstrueerd door van een rombische icosidodecaëder drie vijfhoekige koepels J5 weg te nemen.
Er zijn meer johnsonlichamen die worden geconstrueerd door van een rombische icosidodecaëder een vijfhoekige koepel weg te nemen:
- de verkleinde romboëdrisch icosidodecaëder J76, waarvan een koepel weg worden genomen,
- de paradubbelverkleinde romboëdrisch icosidodecaëder J80, waarvan twee tegenover elkaar liggende koepels weg worden genomen en
- de metadubbelverkleinde romboëdrisch icosidodecaëder J81, waarvan twee koepels weg worden genomen, die niet tegenover elkaar liggen.

- (en)  MathWorld. Tridiminished Rhombicosidodecahedron.